# Lomatia
Lomatia is een vliegengeslacht uit de familie van de wolzwevers (Bombyliidae). De wetenschappelijke naam van het geslacht werd voor het eerst geldig gepubliceerd in 1822 door Johann Wilhelm Meigen.

## Soorten
- L. abbreviata Villeneuve, 1911
- L. alecto Loew, 1846
- L. armeniaca Paramonov, 1924
- L. atropos Egger, 1859
- L. belzebul (Fabricius, 1794)
- L. erinnys Loew, 1869
- L. fasciculata Loew, 1869
- L. grajugena Loew, 1869
- L. gratiosa Loew, 1869
- L. hecate Meigen, 1830
- L. lachesis Egger, 1859
- L. lateralis (Meigen, 1820)
- L. obscuripennis Loew, 1869
- L. pallida Tsacas, 1962
- L. polyzona Loew, 1869
- L. rogenhoferi Nowicki, 1867
- L. sabea (Fabricius, 1781)
- L. taurica Paramonov, 1925
- L. tysiphone Loew in Schiner, 1860
- L. variegata Paramonov, 1925